# Demonax oblongomaculatus
Demonax oblongomaculatus là một loài bọ cánh cứng trong họ Cerambycidae.